# Уманське
У́манське — село Очеретинської селищної громади Покровського району Донецької області, в Україні. Населення становить 176 осіб.

## Загальні відомості
Відстань до райцентру становить близько 27 км і проходить автошляхом місцевого значення.

## Транспорт
Селом проходять автомобільні шляхи місцевого значення:
- С051801 Нетайлове — Орлівка (у межах села вулицею Сонячна)
- С051807 Уманське — Новопокровське (6,6 км)

У селі дві вулиці: Сонячна (до 2016 р. Свердлова, на північному березі р. Дурна) і Батули (на південному березі).

## Населення
За даними перепису 2001 року населення села становило 176 осіб, із них 53,98 % зазначили рідною мову українську, 45,45 %— російську та 0,57 %— білоруську.